# Корте (кантон)
Корте (фр. Corte) — один из 15 кантонов департамента Верхняя Корсика, региона Корсика, Франция. INSEE код кантона — 2B11. Корте полностью находится в округе Корте. В 2015 году размер кантона был увеличен с одной коммуны до 8.

## История
До реформы 2015 года в кантон входила только одна коммуна Корте.
По закону от 17 мая 2013 и декрету от 14 февраля 2014 года количество кантонов в департаменте Верхняя Корсика уменьшилось с 30 до 15. Новое территориальное деление департаментов на кантоны вступило в силу во время выборов 2015 года. 22 марта 2015 года к кантону Корте присоединили 7 коммун кантона Венако.

## Коммуны кантона
В кантон входят 8 коммун, из них главной коммуной является Корте.
| №     | Индекс | Коммуна                | Оригинальное название  | Площадь, км² | Население, чел. (2012) |
| ----- | ------ | ---------------------- | ---------------------- | ------------ | ---------------------- |
| 2B074 | 20250  | Казанова               | Casanova               | 9,89         | 349                    |
| 2B096 | 20250  | Корте                  | Corte                  | 149,27       | 7280                   |
| 2B171 | 20219  | Мураччоле              | Muracciole             | 14,06        | 43                     |
| 2B238 | 20250  | Поджо-ди-Венако        | Poggio-di-Venaco       | 13,28        | 192                    |
| 2B260 | 20250  | Ривентоза              | Riventosa              | 6,03         | 157                    |
| 2B315 | 20250  | Санто-Пьетро-ди-Венако | Santo-Pietro-di-Venaco | 7,96         | 262                    |
| 2B341 | 20231  | Венако                 | Venaco                 | 53,72        | 763                    |
| 2B354 | 20219  | Виварио                | Vivario                | 79,28        | 498                    |

## Политика
Согласно закону от 17 мая 2013 года избиратели каждого кантона в ходе выборов выбирают двух членов генерального совета департамента разного пола. Они избираются на 6 лет большинством голосов по результату одного или двух туров выборов.
В первом туре кантональных выборов 22 марта 2015 года в Корте баллотировались 3 пары кандидатов. С поддержкой 67,03 % Мари-Шавьер Перфеттини и Пьер Гьонга были избраны на 2015—2021 годы. Явка на выборы составила 50,34 %.
| Мандат | Мандат | Кандидаты                                 |                | Партия                              | Первый тур | Первый тур |
| Мандат | Мандат | Кандидаты                                 | Кол-во голосов | Партия                              | % голосов  |            |
| ------ | ------ | ----------------------------------------- | -------------- | ----------------------------------- | ---------- | ---------- |
| 2015   | 2021   | Мариа-Думеника Цезари и Петр-Антон Томаси |                | Беспартийные                        | 562        | 22,62      |
| 2015   | 2021   | Мари-Шавьер Перфеттини и Пьер Гьонга      |                | Беспартийные левые                  | 1665       | 67,03      |
| 2015   | 2021   | Мари-Терез Юро и Жан-Марк Пенчолелли      |                | Французская коммунистическая партия | 257        | 10,35      |